# Dalbergia pseudobaronii
Dalbergia pseudobaronii är en ärtväxtart som beskrevs av René Viguier. Dalbergia pseudobaronii ingår i släktet Dalbergia, och familjen ärtväxter. IUCN kategoriserar arten globalt som sårbar. Inga underarter finns listade i Catalogue of Life.